# Entu-Priesterin
Der Titel Entu-Priesterin, auch Hohepriesterin, (sumerisch EREŠ.DINGIR, akkadisch enu/entu) bezeichnet neben dem gleichrangigen Hohepriester im 3. und 2. Jahrtausend v. Chr. das höchste religiöse Amt in Sumer und später nach einer längeren Vakanz in Babylonien. Nach dem Niedergang von Sumer wurde das Amt der Entu-Priesterin in Babylonien durch einen männlichen Hohepriester ersetzt. Erst unter dem letzten neubabylonischen König Nabonid erlebte dieser Titel und der damit verbundene Kult eine Renaissance.

## Herkunft
Die Funktion der Entu-Priesterin ist eng mit der Frühzeit der sumerischen Religion und den Kultzentren Ur, Uruk, Lagasch, Nippur und Umma verbunden. Weitere Kultzentren lagen in den Randbezirken von Mesopotamien, beispielsweise in Harran. Mit dem Ende Sumers und dem Klagelied der Ningal erbten die Nachfolger die göttliche Bitte um Wiederaufbau der Stadt Ur und der Heiligtümer. Als zentrales Thema fand das Amt der Entu-Priesterin Einzug in das Gilgamesch-Epos. Im Kernland von Babylonien erfuhr dieser Brauch Ablehnung, da Marduk als oberste Gottheit den männlichen und weiblichen Part repräsentierte.

## Mythologischer Hintergrund
Das männliche Pendant der Entu-Priesterin symbolisierte den legendären sumerischen König Dumuzi. Der Hohepriester hatte den Titel Lagal/lagallu/lu-mach inne; in Umma als Repräsentant egizimach vom dortigen Stadtgott Šara. Bei den Prozessionen des Akitu-Fests vollzog der Hohepriester die Heilige Hochzeit mit der Entu-Priesterin, die dabei den Part der Inanna übernahm. Die Göttin Ningal spielte in der Anfangszeit noch eine untergeordnete Rolle und genoss erst in der späten Sumer-Epoche eine gleichbedeutende Stellung wie Inanna.

## Leben einer Entu-Priesterin
Die Vergabe des Titels der Entu-Priesterin blieb zumeist den Königen vorbehalten, die ausnahmslos versuchten, ihre Töchter in das Amt zu erheben. Da der Titel nicht vererbt werden konnte und nach erfolgter Vergabe auf Lebenszeit galt, kam es nicht selten vor, dass die Ernennung der eigenen Töchter allein aus diesen Umständen nicht möglich war.

### Jugendzeit
Kurz nach der Geburt oder im Kindesalter weihte der jeweilige König seine Tochter der höchsten Gottheit (ana-naschum); in Babylon abweichend als Marduk-naditum. Spätestens bei der Weihe im Anunitum-Tempel erfolgte die Vergabe ihres ersten Nadītum-Namens. Die folgenden Jahre dienen der Probe und Vorbereitung im Kloster (gagum), um für die spätere Einführung in die Familie der Götter die rituelle Reinheit zu erlangen.

### Abschied vom irdischen Leben
Eine Ernennung zur neuen Entu-Priesterin konnte nur nach dem Tod der Vorgängerin erfolgen. Die Feierlichkeiten für die Einführung der neuen Entu-Priesterin dauerten drei Tage. Nach der Beisetzung der alten Entu-Priesterin schloss sich am ersten Tag die Vorstellung des Götterpaares Šamaš und Aja an. Anschließend wurde das heilige Festmahl und die Verkündung der späteren Aufnahme in den Haushalt des zuständigen Gottes zelebriert. Die Eltern der künftigen Hohepriesterin erhielten aus dem Tempelschatz die Mitgift und ließen im Gegenzug ihrerseits dem Tempel Weihgaben zukommen.
Nach Beendigung dieser Formalie salbten am zweiten Tag, dem Tag des Schicksals der naditum, die rangniederen Tempeldienerinnen mit Salböl aus der Kultschale (purru) des Stadtgottes der neuen Entu-Priesterin den Kopf und statteten sie mit dem Brautkleid aus. Die Stadtältesten huldigten feierlich und gaben ihr die Erlaubnis zu einer letztmaligen Rückkehr in das Elternhaus.
Am dritten und letzten Tag des Übergabefestes (isin-tadnati) verließ die neue Entu-Priesterin für den Rest ihres Lebens ihren Wohnort und zog mit häuslichem Mobiliar in das Heiligtum. Bei dortiger Ankunft wurde der letzte Schritt zur rituellen Reinheit feierlich durchgeführt. Nach dem Scheren des Kopfes (Rasur) bekleideten die Tempeldienerinnen das Haupt ihrer neuen Herrin mit der heiligen Kopfinsigne, ein Diadem (paršigu), und ihren Körper mit einem Wollgewand.

### Erlangung des Status einer göttlichen Gemahlin
Kurz vor dem Ende der Feierlichkeiten vollzog sich in der Dämmerung der Höhepunkt des Fests mit der Übergabe an den Gott, die durch den Ritus der Heiligen Hochzeit bestätigt wurde. Als neues Familienmitglied der Götter bezog die neue Entu-Priesterin die Wohnung des Gottes. Die Aufgabe die ihr nun zufiel, bestand in der Betreuung und Waschung der Gottheit sowie als direkte Mittlerin seiner Wünsche und Befehle gegenüber dem jeweiligen König.
Das Volk musste nun die Entu-Priesterin als heilige Ehefrau achten und ehren. Eine sexuelle Vereinigung mit ihr erfüllte den Tatbestand des Ehebruchs und wog wesentlich schwerer als die irdische Hintergehung der eigenen Frau und wurde entsprechend mit dem Tod bestraft. Vor diesem Hintergrund wird verständlich, dass die geweihten Entu-Priesterinnen nicht mehr als Mütter für den königlichen Nachwuchs in Frage kamen.

## Sonderfall Babylonien
Als erster König führte Nabonid als Halb-Assyrer das Amt der Entu-Priesterin in Babylonien ein. Durch diese symbolische Freveltat verstieß er gegen die Vorgaben der Hauptgottheit Marduk. Die babylonische Priesterschaft bestand nur aus männlichen Vertretern, die ihre Funktion nicht als Mitglied innerhalb einer Götterfamilie ausübten, sondern als deren Bevollmächtigte.
Die Riten, die mit dem Amt der Entu-Priesterin eingeführt wurden, stießen deshalb auf Unverständnis und Unwissen der Marduk-Priesterschaft, die zudem ihre traditionsreichen Positionen gefährdet sah. Mit dem Fall des babylonischen Reichs endete der Versuch Nabonids, altsumerische Traditionen in Babylonien einzuführen. Der Titel einer Entu-Priesterin tauchte danach nur noch in literarischer Form auf.